# Молодая женщина с кувшином воды
Молодая женщина с кувшином воды — картина голландского художника Яна Вермеера, написанная на холсте маслом между 1660 и 1662 годами в стиле барокко. Размеры картины 45,7x40,6 см. В настоящее время находится в музее Метрополитен в Нью-Йорке.
Эта картина — одна из тех, что была написана в начале и в середине 1660-х годов, где художник отошёл от эмфазы к аксонометрии и геометрическому порядку. Он перешёл на более простые формы, используя только одну фигуру и подчёркивая использование света. Художник нередко изображал женщин за каким-нибудь домашним занятием, причем в одном и том же антураже: белая стена, на ней карта, окно, стол, покрытый ковром. Персонажи при этом совершают такие простые действия, как на представленной картине: женщина открывает окно, придерживая другой рукой кувшин. Рассеянный дневной свет, льющийся в комнату, делает мягкими черты лица и контуры предметов, наполняет глубиной краски. 
Как писал Ван Гог: «...надо всем дивно синий небосвод и солнце, которое струит сияние светлого зеленовато-желтого цвета; это мягко и чарующе, как сочетание небесно-голубых и желтых на картине Вермера Делфтского». Вермер был внимателен к подробностям: кувшин отражает голубую драпировку, а поверхность таза-ковер. Чешский писатель Карел Чапек отзывался о виденных им картинах мастера: «...никто другой не сумел так подметить этот ясный, прозрачный, словно омытый росой свет Голландии, эту тишину, светлое достоинство и интимную святость домашнего очага, где пахнет утюгом, мылом и женственностью». 
Картина была куплена американским коллекционером Генри Гердоном Марквандом в 1887 году у Парижской галереи всего за 800 долларов США, став первой из работ Яна Вермеера, представленных в художественных собраниях США. Маркванд пожертвовал этот шедевр вместе с другими из его коллекции музею Метрополитен в Нью-Йорке.